# 13 Lacertae
13 Lacertae är en orange jätte i stjärnbilden Ödlan.
Stjärnan har visuell magnitud +5,08 och befinner sig på ett avstånd av ungefär 255 ljusår.